# میرکو پوزوویچ
میرکو پوزوویچ (انگلیسی: Mirko Puzović؛ زادهٔ ۲۴ آوریل ۱۹۵۶) بوکسور اهل یوگسلاوی است.